# Kálnoki Kis Sándor
Kálnoki Kis Sándor (Debrecen, 1937. március 20. – ) magyar közlekedésépítő mérnök, városépítés-városgazdasági szakmérnök, miniszterhelyettes, helyettes államtitkár.

## Élete
Családja születése előtt alig két évvel korábban települt át Magyarországra Székelyudvarhely környékéről. Szülővárosában folytatta alap- és középfokú tanulmányait, melyek végeztével a Fazekas Mihály Gyakorló Gimnáziumban érettségizett 1955-ben; ugyanabban az évben középfokú zeneoktató végbizonyítványt szerzett a debreceni zenekonzervatóriumban is, zongora szakon. Főleg édesapja hatására – aki mintegy húsz éven át Debrecen közlekedési főmérnöke volt – műszaki pályán tanult tovább, és 1960-ban az Építőipari és Közlekedési Műszaki Egyetem (ÉKME) Mérnöki Karán diplomázott, út-, vasút- és alagútépítő szakon. Később, 1972-ben városépítés-városgazdasági szakmérnöki oklevelet is szerzett, 1982-ben pedig elvégezte az MSZMP Politikai Főiskolájának területfejlesztési szakát.
Diplomája megszerzését követően a Fővárosi Mérnöki Tervező Vállalatnál (Főmterv) kezdte szakmai pályáját, gyakornokként, de még 1960-ban visszatért Debrecenbe, ahol a városi közlekedési vállalatnál helyezkedett el, mint az útfenntartó részleg építésvezetője. 1961-1962 között a Debreceni Közúti Igazgatóságon volt tervező, majd egy rövid időre visszatért a Főmtervhez, ám még ugyanabban az évben a BME Útépítési Tanszékére került, ahol tanársegédként dolgozott 1965-ig. Ezekben az években zenei képzettségét is kamatoztatta: zongoristaként sokat játszott esténként a főváros előkelőbb presszóiban.
1966-ban újra visszatért szülővárosába, ahol a Debreceni Tervező Vállalat irányító tervezőjeként – majd csoportvezetőként – a város közlekedésfejlesztési tervének kidolgozásával foglalkozott. 1969-ben újra Budapestre költözött, ahol a Városépítési Tudományos és Tervező Intézet (VÁTI) mérnöki irodájában kapott új megbízatást, mint a közlekedési szakosztály vezetője. 1971-től 1975-ig irodavezető, illetve szakági főmérnök volt, 1975-ben pedig az intézet igazgatója lett. Igazgatóságának idejére esett az Országos Területrendezési Terv készítése (1980-1985), ami az ő irányítása alatt zajlott.
Igazgatói posztjáról 14 év után, 1989-ben köszönt le, abban az évben ugyanis a Közlekedési, Hírközlési és Építésügyi Minisztérium miniszterhelyettesévé nevezték ki, majd a rendszerváltást követően, az Antall-kormányban a némileg átalakult tárca (új nevén Közlekedési, Hírközlési és Vízügyi Minisztérium) helyettes államtitkára volt (1990–1993). A politikai életet elhagyva egy ideig a LIMES Ingatlanforgalmazó Rt. vezérigazgató-helyettese, majd 1994-től 1997-ig, nyugdíjba vonulásáig a MÁV Rt. elnöke lett.
Nyugdíjazását követően is még sokáig aktív maradt: rögtön abban az évben megalapította a Kálnoki Műszaki és Gazdasági Tanácsadó Kft.-t, melyben egészen 2015-ig tevékenykedett. Közben néhány éven át újból foglalkozott szakpolitikai tevékenységgel is: 2007-től 2011-ig a záhonyi térség komplex fejlesztési feladataival kapcsolatos kormányzati tevékenység koordinálásáért felelős miniszterelnöki megbízott volt.

## Társadalmi tevékenysége
Aktív tagja volt a Magyar Út- és Vasútügyi Társaságnak és a Magyar Mérnöki Kamarának. Szakmai munkája mellett a sport is jelentős szerepet tölt be életében: 1992-től 2011-ig a Magyar Atlétikai-Népstadion Club (MAC) sportegyesület elnöke, valamint a Magyar Öttusa Szövetség elnökségi tagja, illetve 1996-2004 között társelnöke volt.

## Fontosabb tervezési munkái
- M1-M7 bevezető szakasz forgalmi csomópontjai a Kosztolányi Dezső tér és a Budaörsi út között (1963)
- Debrecen, Piac utca jelzőlámpa összehangolás (1967)
- Debrecen közlekedésfejlesztési terve (1966-1969)
- Debrecen, Nyugati utca-forgalmi út, Keleti tehermentesítő út, Hunyadi utca (új forgalmi út) kiviteli terve (1968)
- Debrecen, Segner tér, Attila tér forgalomtechnikai és kiviteli terve (1968)
- Kiskunhalas, Békéscsaba, Székesfehérvár általános rendezési terveihez közlekedésfejlesztési szakági tervek (1969-1973)
- Nagykanizsa és Debrecen városközpontjai részletes rendezési terveihez közlekedésfejlesztési szakági tervek (1969-1973)
- Közlekedésfejlesztési szakági tervek további mintegy 20 település általános, illetve összevont rendezési tervéhez (1969-1975)
- Szabolcs Volán Rt. menetrendszerinti helyközi autóbuszközlekedési tevékenységének értékelése, és fejlesztési koncepciója (1997)
- DBR metró projektvezetési tanácsadó konzorcium mellett tanácsadói feladatok (1998-tól)
- Debrecen településfejlesztési koncepció, területrendezési tervek közlekedési munkarészei (1999-2001)
- Budapest szerepe az országos logisztikai rendszerben (tanulmány, 1999)
- Előzetes műszaki és forgalmi megvalósíthatósági tanulmány Debrecen villamos és trolibusz hálózatának továbbfejlesztésére (1999)
- Záhony és térségének nemzetközi és regionális árufuvarozási-logisztikai szerepe-tanulmány (1999)
- Nyugat-Dunántúl észak-déli gazdasági és közlekedési tengely fejlesztési koncepciója, közlekedési fejezet (2000-2001)
- Zemplén 2000 Területfejlesztési koncepció, stratégiai és operatív program, közlekedési fejezetek (2001)
- Észak-Alföldi régió területfejlesztési koncepció, stratégiai és operatív program (2001-2002)
- Debrecen rendezési terve / településfejlesztési koncepció, településszerkezeti terv, szabályozási terv) közlekedési munkarészei (1998-2002)

## Elismerései
- Építőipar kiváló dolgozója (1971)
- Kekkonen érem bronz fokozat (a VÁTI és a Finn Városok Szövetsége együttműködéséért, 1976)
- Munka Érdemrend Ezüst fokozat (1987)
- Budapestért kitüntető jelvény (1989)
- Reitter Ferenc-díj (1990)
- Magyar Köztársasági Arany Érdemkereszt (sportvezetői tevékenységért, 2002)
- Jáky József-díj (KTE, 2003)
- Fényeslitke díszpolgára (2008)